# 제 호공
제 호공(齊 胡公, ? ~ 기원전 860년, 재위 기원전 862년 ~ 기원전 860년)은 제나라의 제6대 후작으로, 이름은 정(靜)이다.

## 생애
서주 이왕이 기후의 참소를 듣고 애공을 팽형에 처하고 애공의 이복동생 호공 정을 새 제후로 세웠다.
호공은 수도를 영구에서 박고(薄姑)로 옮겼다. 애공의 동복동생이자 호공의 이복동생인 공자 산이 호공에게 원망을 품었고 영구 사람들과 함께 호공을 습격하여 죽이고 뒤를 이었다.

## 가족
- 제 계공 (아버지)
  - 제 애공 (형)
  - 제 호공
    - 공자 적 (아들)

  - 제 헌공